# Following the Flag
Following the Flag è un cortometraggio muto del 1916. Non si conoscono altri dati certi del film prodotto da William Nicholas Selig per la Selig Polyscope Company.

## Produzione
Il film fu prodotto dalla Selig Polyscope Company.

## Distribuzione
Distribuito dalla General Film Company, il film - un cortometraggio in una bobina - uscì nelle sale cinematografiche statunitensi il 27 novembre 1916.